# Arroyo Corrales (Rivera)
El arroyo Corrales es un curso de agua uruguayo que atraviesa el departamento de Rivera perteneciente a la cuenca hidrográfica del Río Uruguay.
Nace en la cuchilla de Santa Ana, cerca del límite con Brasil y desemboca en el Arroyo Cuñapirú tras recorrer alrededor de 41 km.
- Datos: Q5705620